# کنی آرنوف
کنی آرنوف (انگلیسی: Kenny Aronoff؛ زادهٔ ۷ مارس ۱۹۵۳) موسیقی‌دان اهل ایالات متحده آمریکا است. وی از سال ۱۹۷۶ میلادی تاکنون مشغول فعالیت بوده‌است.